# Силинська-2
Си́линська-2 (рос. Силинская-2) — присілок у складі Верховазького району Вологодської області, Росія. Входить до складу Морозовського сільського поселення.

## Населення
Населення — 3 особи (2010; 9 у 2002).
Національний склад (станом на 2002 рік):
- росіяни — 100 %